# Sœurs de la charité de Nevers
Les Sœurs de la charité et de l'instruction chrétienne de Nevers (en latin : Congregatio Sororum Caritatis et Institutionis Christianae) ou Sœurs de la charité de Nevers forment une congrégation religieuse féminine enseignante et hospitalière de droit pontifical.

## Histoire

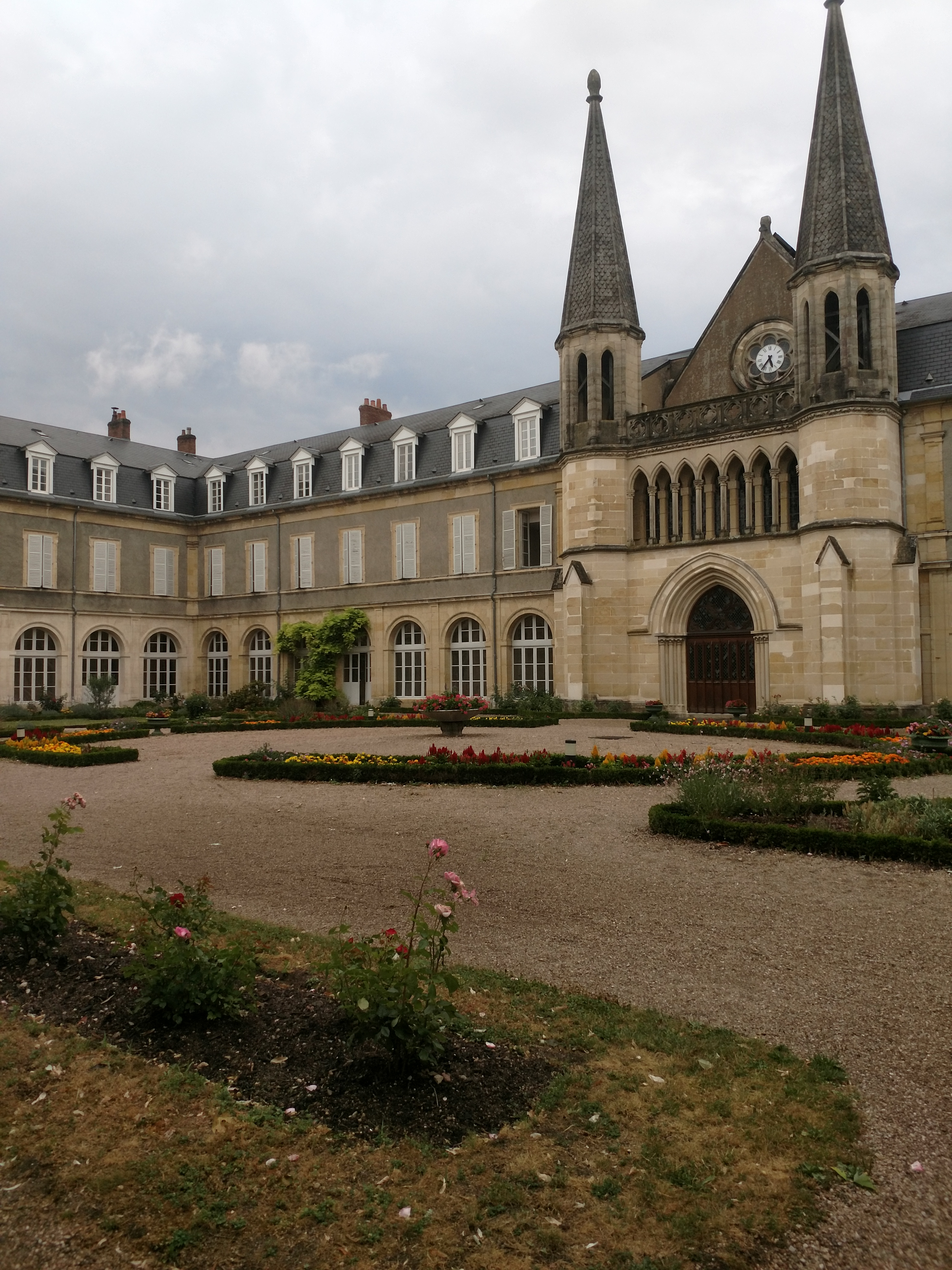
Le couvent Saint-Gildard,
maison-mère à Nevers

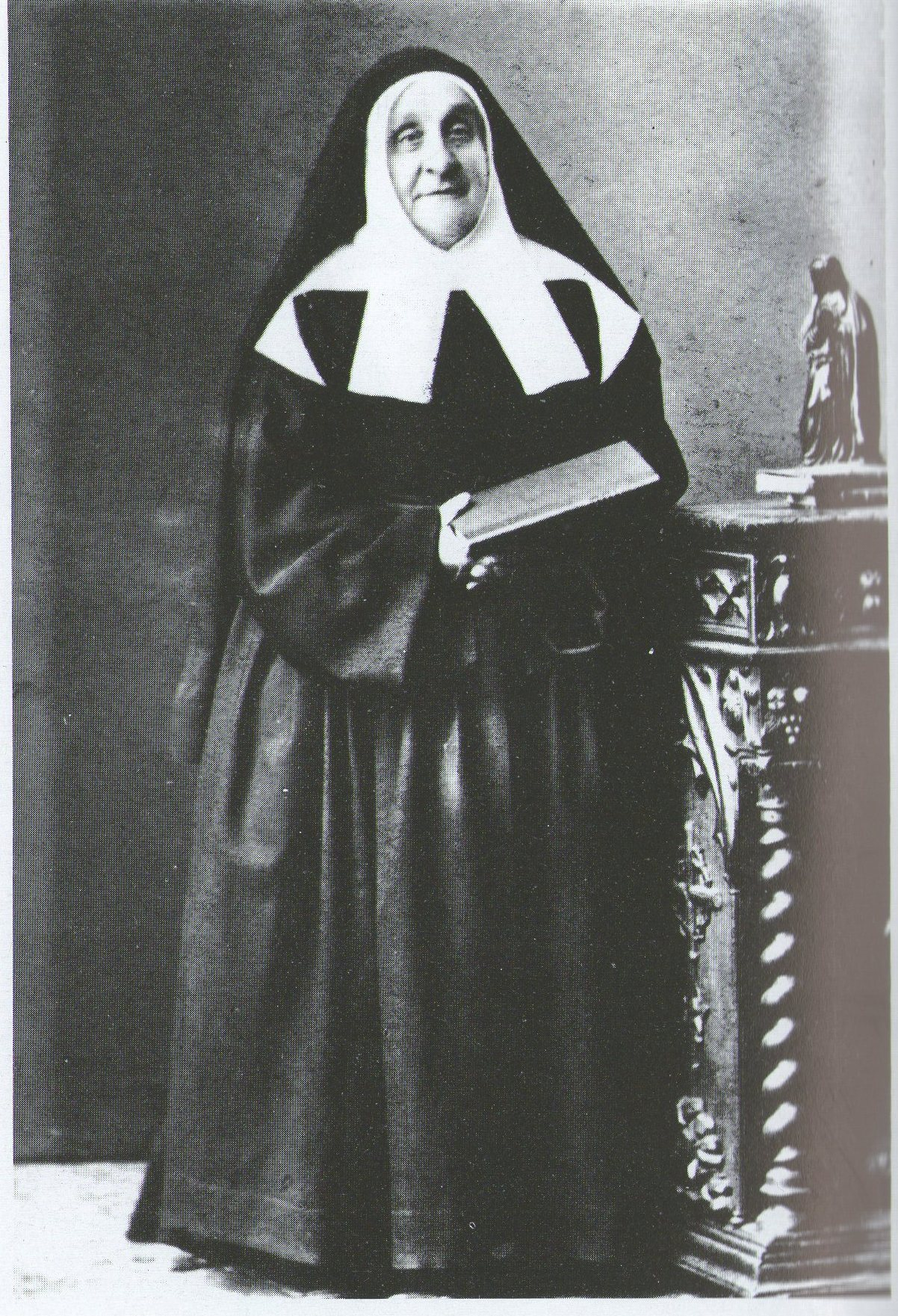
Marie-Thérèse Vauzou,
19e supérieure générale, avec l'habit des Sœurs de Nevers.

La congrégation est fondée en 1680 par le Père Jean-Baptiste Delaveyne (1653-1719), prêtre bénédictin au prieuré de Saint-Saulge (Nièvre) qui dépend de l'abbaye Saint-Martin d'Autun. Frappé par les conditions misérables de la population rurale, il propose à Anne Legeay et Marie Marchangy de s'engager au service des pauvres. Jeanne Robert et Marie Rignault les rejoignent bientôt. Elles commencent leur mission par la visite des malades et des pauvres, puis le service de l'hôpital de Saint-Saulge et l'enseignement en 1682 avec la création d'une école.
Le Père Delaveyne écrit ensuite à Antoine Moreau, un prêtre qui avait fondé les Sœurs du Très-Saint-Sacrement et de la Charité en 1662 à Montoire-sur-le-Loir, pour que les sœurs de Saint-Saulge puissent bénéficier d'une formation commune donnée par une sœur de Montoire. Le Père Moreau acquiesce à cette demande et envoie la sœur Marie-Anne de Guillot, qui forme les nouvelles recrues pendant 9 mois.
À la même époque, Charles Bolacre, vicaire général du diocèse de Nevers, commence une fondation de sœurs pour le service des pauvres de l'hôpital de la capitale du Nivernais, et demande le soutien de Delaveyne. Ce dernier demande à Marie-Anne de Guillot d'aller également aider cette association naissante. Elle se rend à destination avec les filles qu'elle avait formé au soin des malades. Édouard Vallot, évêque de Nevers donne l'habit aux premières sœurs le 11 juillet 1683 avec Marie Marchangy comme supérieure qui prend alors le nom de sœur Scholastique.
En 1685, l'évêque décide toutefois de fusionner la jeune œuvre de l'abbé Bolacre avec celle plus ancienne de Delaveyne, mais désigne Nevers comme résidence principale de la communauté. Retenu à Saint-Saulge par son vœu de stabilité, Delaveyne s'efface devant Bolacre qui devient supérieur. Le fondateur en profite toutefois pour perfectionner le règlement et les constitutions des sœursinspirées par l'école française de spiritualité.
Deux médecins de Nevers font don aux sœurs d'une maison place Saint-Pierre (maintenant place Guy Coquille) et se chargent de leur faire suivre un cours de médecine et de chirurgie pour qu'elles puissent mieux remplir leurs fonctions auprès des malades. En 1691, les administrateurs de l'hôpital général, qui apprécient le service des sœurs, passent un compromis avec leurs fondateurs pour les fixer à perpétuité dans l'établissement. Jusqu'en 1693, la congrégation n'a que deux maisons à Nevers : l'hôpital et la maison de la place Saint-Pierre, où se trouve le noviciat ainsi que des classes payantes et gratuites, et un pensionnat. L'œuvre prenant une extension rapide, Bolacre achète une plus grande maison rue de la Parcheminerie.
La congrégation est approuvée le 6 février 1698 par Vallot, évêque de Nevers. Le 1er décembre de la même année, Philippe Mancini, duc de Nevers 
délivre un brevet qui donne une existence légale à la congrégation et fixe définitivement l'établissement à Nevers. Jean-Antoine Tinseau, évêque de Nevers, obtient des lettres patentes le 15 septembre 1780mais les vœux sont remplacés par des promesses révocables à volonté. En 1783, la congrégation est consacrée au Sacré-Cœur de Jésus. À la fin de l'Ancien Régime, la congrégation comprend 140 maisons.
Le 13 avril 1806, Letizia Bonaparte obtient de Louis-Alexandre Berthier, ministre de la guerre, qu'il cède aux sœurs de Nevers l'ancien couvent des visitandines, édifié au XVIIe siècle, dont seule la chapelle Sainte-Marie subsiste aujourd'hui,. Un décret impérial du 3 février 1808 confirme cette décision et alloue un bénéfice annuel de 10 000 francs à la congrégation qui est reconnue civilement par un autre décret du 19 janvier 1811.
Devant le nombre croissant de vocations et l'exiguïté des locaux, Dominique-Augustin Dufêtre, évêque de Nevers, décide de construire un nouveau monastère pour les sœurs. Il acquiert le plateau Saint-Gildard, sur les restes d'une ancienne abbaye dont les religieux étaient jadis unis au chapitre de la cathédrale. Le jeudi 19 juin 1853 a lieu la bénédiction de la première pierre ; trois ans plus tard, le 15 juillet 1856, l'archevêque de Sens et les évêques de Nevers et de Moulins, entourés de tout le clergé du diocèse, bénissent la nouvelle maison des sœurs de la Charité. Le lendemain, les trois évêques consacrent l'église, qui est dédiée au Sacré-Cœur de Jésus.
Le 26 mai 1870, Théodore-Augustin Forcade, évêque de Nevers, et la supérieure générale de la congrégation, sont en audience à Rome auprès de Pie IX pour demander l'approbation des constitutions et restaurer les trois vœux de religion supprimés par l'évêque Tinseau en 1780. Les constitutions sont approuvées par décret du 20 août 1870 avec rétablissement des vœux. L'évêque de Nevers se prépare à les promulguer mais la Guerre franco-allemande de 1870 le force à différer. Les sœurs se dévouent alors au soin des blessés et des malades et plusieurs d'entre elles succombent auprès de soldats atteints de la variole et du typhus. La maison-mère de Nevers est transformée en hôpital. Les constitutions sont imprimées le 25 août 1871.
L'expulsion de congrégations et la loi du 7 juillet 1904 qui interdit l'enseignement à toutes les congrégations religieuses et organise la liquidation de leurs biens, obligent les religieuses à s'exiler : Espagne et Italie (1903), Angleterre ( 1904), Suisse (1907) Japon (1921), Tunisie (1925), Irlande (1950) et Côte-d'Ivoire (1957). En 1995, elles sont aussi présentes en Guinée, en Guadeloupe, au Chili et en Thaïlande. Une nouvelle règle de vie est publiée en 1981 et approuvée définitivement par le Saint-Siège le 16 avril 1992.

## Bernadette Soubirous
La religieuse la plus célèbre de l'institut est Bernadette Soubirous (1844-1879), la voyante des apparitions de Lourdes, qui intègre la maison-mère le 7 juillet 1866et y meurt le 16 avril 1879. Elle est béatifiée le 14 juin 1925 et canonisée le 8 décembre 1933. Son corps repose dans une châsse de verre, dans la chapelle du couvent Saint-Gildard de Nevers où est aujourd'hui aménagé l'Espace Bernadette.

## Fusion
Trois congrégations ont fusionné avec les Sœurs de Nevers:
- 1947 : Les Sœurs de la Sainte-Enfance de Jésus et de Marie fondées en 1838 à Sens par l'abbé Grapinet pour l'enseignement et le soin des malades à domicile[28]. En 1842, elles achètent l'abbaye Sainte-Colombe de Saint-Denis-lès-Sens pour y construire leur maison-mère[29]. C'est pour cette raison qu'elles sont souvent surnommées Sœurs de Sainte Colombe[30]. Elles s'agrègent aux Sœurs de Nevers le 9 juin 1947. Il ne faut pas les confondre avec les Petites Sœurs de la Sainte-Enfance ou les Filles de la Sainte-Enfance de Jésus et de Marie.

- 1959 : Les Sœurs de la Providence de Sens fondées le 16 juillet 1818 à Ligny-le-Châtel par Anne-Sophie Berruyer avec l'aide de l'abbé Brigand[31], pour l'éducation des filles et le soin des malades. Les trois premières religieuses prononcent leurs vœux le 23 mars 1819. Les constitutions sont approuvées en 1822 par le cardinal de La Fare et la congrégation est civilement reconnue en 1830[32]. La maison-mère est transférée le 15 octobre 1851 dans une ancienne abbaye bénédictine du faubourg Saint-Antoine de Sens appelée autrefois Notre-Dame-lez-Sens[33]. Elles fusionnent le 7 février 1959. Il ne faut pas les confondre avec les nombreuses congrégations nommées Sœurs de la Providence.

- 1967 : Les Sœurs de Sainte Marthe de Dijon fondées le 8 mai 1628 à Dijon par Sébastien Zamet, évêque de Langres, pour l'instruction des enfants et la visite des malades. En 1678, elles obtiennent les lettres patentes de Louis XIV[34]. Elles fusionnent le 5 octobre 1967.

## Activité et diffusion
Les Sœurs se vouent à l'enseignement et divers œuvres sociales comme le soin des personnes handicapées ou l'accueil des migrants.
Elles sont présentes en:
- Europe : France, Espagne, Italie, Suisse, Angleterre, Irlande.
- Asie : Corée du Sud, Japon.
- Afrique : Côte d'Ivoire.
- Amérique : Chili.

La maison-mère est à Paris.
En 2017, la congrégation comptait 282 sœurs dans 48 maisons.